# Примітивізм

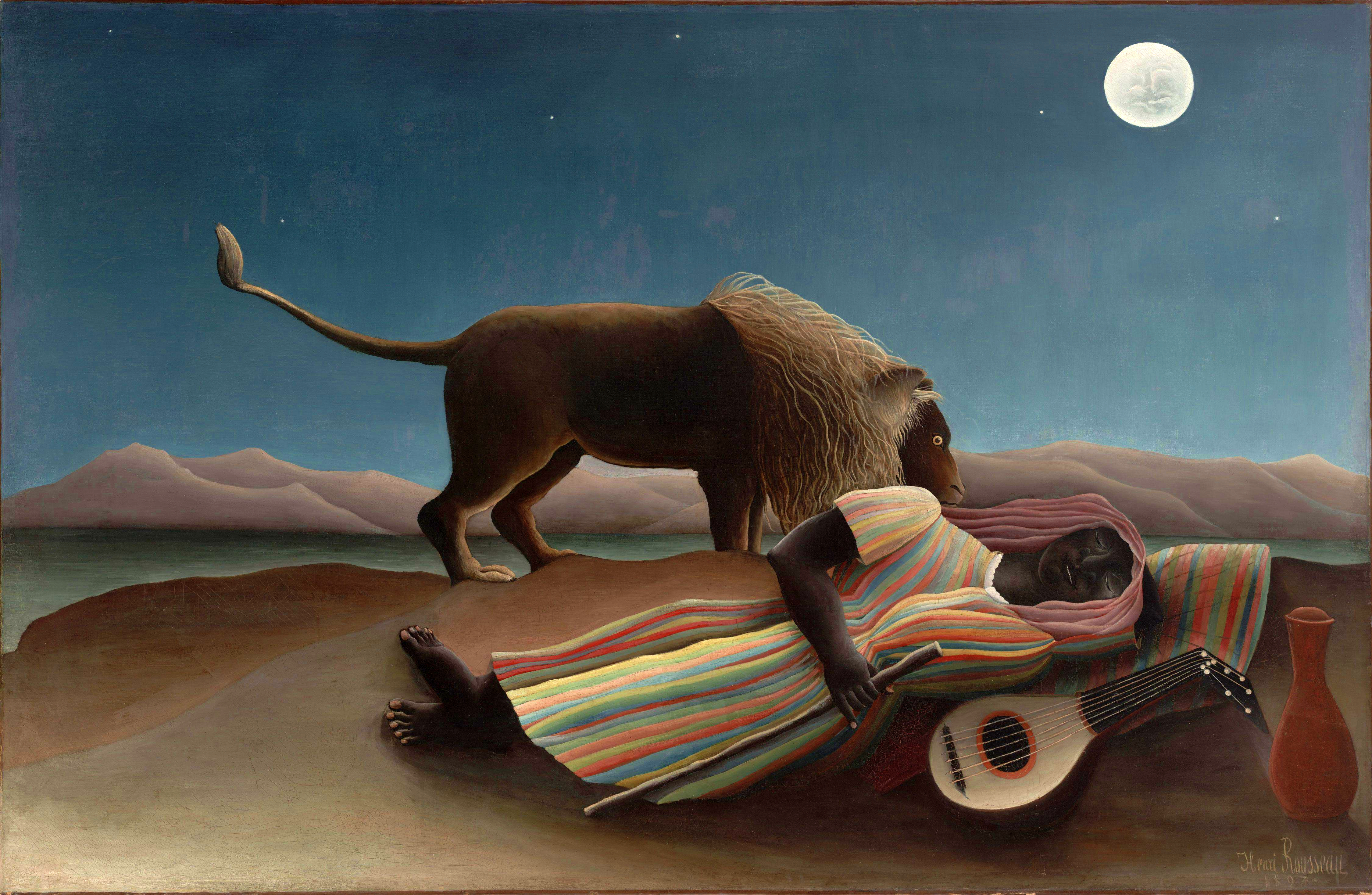
«Спляча циганка» Анрі Руссо, експонат Музею сучасного мистецтва

Примітивізм (від лат. primitivus — початковий, первісний) — художня стилістика, для якої характерні спрощені, зазвичай пласкі, форми, локальні, чисті кольори, відсутність повітряної перспективи та інших ознак академізму; тенденція в мистецтві, яка виникла наприкінці 19-го — початку 20-го століття, основною ознакою якої є свідоме, навмисне спрощення художніх засобів, звертання до різноманітних форм примітивного мистецтва — народної (селянської) та дитячої творчості, архаїчного та середньовічного мистецтва, творчості народів Африки, Америки, Океанії, Сходу і т. д.
Примітивізм використовується професійними художниками для звільнення від формотворчих догм [обов'язкових ескізів з натури, реалістичності зображуваного, єдності форми та змісту тощо], як це робили, наприклад, Поль Гоген, Анрі Матісс, Пабло Пікассо та ін. Вплив примітивізму більшою або меншою мірою (в деяких течіях він є основоположним) відчувається у більшості авангардистських течій 20-го століття — фовізмі, експресіонізмі, сюрреалізмі, течії «нових диких».
Терміном «примітивізм» іноді визначають також так зване «наївне мистецтво» — творчість художників, що не здобули академічної освіти, проте стали частиною загального художнього процесу (наприклад, Анрі Руссо, Марія Приймаченко). Очевидно також що за стилістикою до примітивізму належать і так звані «школи декоративного розпису», серед яких виділяється писанкарство, петриківський розпис, народний іконопис (В. П. Откович. «Народна течія в українському живопису 17-18 ст.») а також давній портрет(П.Белецкий «Украинская портретная живопись 17 — 18 вв.»). В тому ж ряду — і традиції візантійського іконопису, які явно відступають від реалізму, тим, що на зображеннях відсутні світлотіні, перспектива тощо. Теперішній примітивізм є втіленням свіжого та чистого погляду на світ незіпсованої цивілізацією свідомості, щирої наївності та фольклорної барвистості, радості від пізнання навколишнього світу, природності та органічності, він також додає нових виражальних елементів в сучасне мистецтво.

## Визначні представники примітивізму
- Анрі Руссо
- Іван Генералич
- Ніко Піросмані
- Марія Приймаченко
- Бабуся Мозес
- Семерня Олесь
- Катерина Білокур